# Microctenopoma steveboyesi
Мікроктенопома Бойса (Microctenopoma steveboyesi) — тропічний прісноводний вид лабіринтових риб з родини анабасових (Anabantidae).
Ще 1967 року Макс Полл (англ. Max Poll) зазначав, що в південних притоках Конго на території Анголи зустрічаються дві особливі форми Ctenopoma nanum. Вивчення свіжого матеріалу, нещодавно зібраного в Анголі, та матеріалу, з яким працював Макс Полл, підтвердило існування двох нових видів з роду Microctenopoma, які були описані як M. steveboyesi та M. stevenorrisi.
Microctenopoma steveboyesi отримала назву на честь Стіва Бойса (англ. Steve Boyes), керівника проєкту National Geographic Okavango Wilderness Project. Саме в рамках цієї експедиції був виявлений вид.
Мікроктенопома Бойса зустрічається у витоках Кванзи, Квіто-Окаванго та Замбезі.
Нові види (M. steveboyesi та M. stevenorrisi) належать до так званого саванового кластеру комплексу Microctenopoma nanum. Обидва відрізняються від широко розповсюдженого південноафриканського виду M. intermedium за формою та забарвленням, а також за середніми значеннями меристичних показників, за кількістю хребців та твердих променів у спинному плавці.